# Cabo San Lucas
Cabo San Lucas ist ein Ort an der äußersten Südspitze der zu Mexiko gehörenden Halbinsel Niederkalifornien. Zusammen mit seiner etwa 30 Kilometer östlich gelegenen Schwesterstadt San José del Cabo bildet San Lucas den südlichsten Landkreis Los Cabos im Bundesstaat Baja California Sur.
Das Wahrzeichen von San Lucas ist der 62 Meter hohe Felsen El Arco am südlichen Ende der Halbinsel. Während er bei Ebbe durch einen Strandspaziergang von der nahegelegenen Playa del Amor erreichbar ist, versinkt der ihn umgebende Sandstrand bei Flut im Pazifik.
Obwohl die Gegend um San Lucas vermutlich bereits seit Jahrtausenden besiedelt war, entstand das ehemalige Dorf erst zu Beginn des 20. Jahrhunderts. Während die Bewohner anfangs nahezu ausschließlich vom Fischfang lebten, bildet heute der Tourismus die Haupteinnahmequelle. Denn durch seine überaus attraktive Lage, nach mehreren Seiten hin vom Meer umgeben zu sein (westlich und südlich liegt der Pazifik, östlich die Cortes-See), wurde der Ort zunehmend als begehrtes Feriendomizil der Superreichen aus den USA entdeckt.

## Geschichte
Es wird angenommen, dass erstmals vor etwa 14.000 Jahren Menschen an die Südspitze der Halbinsel gekommen sind. Nach heutiger Erkenntnis lebten vor der Kolonialisierung Amerikas ausschließlich Pericú, ein nomadischer Indianerstamm, für mehrere hundert, wenn nicht gar tausende Jahre in dieser Region. Der Spanier Juan Rodríguez Cabrillo war 1542 der erste Europäer, der mit den Pericú in Kontakt kam, als er die Küste der Baja entlang segelte. 1721 ging hier der englische Korsar George Shelcocke an Land. Er war der erste Europäer, der Aufzeichnungen über die Pericú angefertigt hatte. In diesen schilderte er die Bewohner der Halbinsel als von großer, gerader und gut gebauter Gestalt. Seinem Bericht zufolge hatten sie dickes, schwarzes, aber wenig gepflegtes Haar. Ihre Hautfarbe war dunkel kupferfarben und somit dunkler als die anderer Inselbewohner im Pazifik.
Während der spanischen Kolonialisierung diente San Lucas’ Naturhafen häufig englischen Piraten, die immer wieder große Handelsschiffe in der Region plünderten, als Unterschlupf. Denn aufgrund der fehlenden Süßwasserversorgung lebten hier kaum Menschen. Die wenigen spanischen Siedler, die es in den Süden der Halbinsel verschlug, ließen sich lieber in San José del Cabo nieder, wo es frisches Wasser gab. Der Felsen von Cabo San Lucas diente den Manila-Galeonen als eine erste Landmarke nach ihrer Reise von den Philippinen über den Pazifik nach Acapulco in Neuspanien; angelegt wurde in Notfällen, z. B. zur Wasseraufnahme und Krankenpflege, im erst 1730 angelegten Ort San José del Cabo. So blieb San Lucas bis in das frühe 20. Jahrhundert hinein eine kleine Ortschaft, deren wenige Einwohner sich vorwiegend vom Fischfang ernährten.
Erst zu Beginn des 20. Jh. entwickelte sich in San Lucas so etwas wie ein kleines Fischerdorf. 1917 errichtete eine US-amerikanische Gesellschaft eine schwimmende Plattform, um den Thunfischfang zu kommerzialisieren. Zehn Jahre später wurde die Compañia de Productos Marinos, S.A. gegründet, die dem verschlafenen Fischerdorf weiteres Wachstum bescherte.
In den 1930er Jahren – San Lucas zählte etwa 400 Einwohner – wurde eine Dosenfabrik eröffnet, um den Überschuss des selbst gefangenen Fisches in die anderen Teile des Landes zu verkaufen. Fortan war der Verkauf von Fischdosen die Haupteinnahmequelle der Bewohner von San Lucas, bis die Dosenfabrik 1941 bei einem Hurrikan schwer beschädigt wurde.
Der Aufschwung begann nach dem Zweiten Weltkrieg, als San Lucas in den 1950er und 1960er Jahren zum Anziehungspunkt von Sportfischern zu werden begann. Mit der Fertigstellung des Transpeninsular Highway im Jahr 1973 stieg die Bevölkerungszahl auf etwa 1.500 an.
Die Entwicklung zum Urlaubs- und Partygebiet reicher und berühmter US-Amerikaner, insbesondere aus Südkalifornien, wurde 1974 gelegt. In jenem Jahr erhielt Baja California Sur den Status eines eigenständigen Bundesstaats, und ferner wurde eine Fährverbindung nach Puerto Vallarta eingeführt, was Los Cabos zu einem leicht erreichbaren Ferienziel der Festlandmexikaner machte. Mit Eröffnung des internationalen Flughafens bei San José del Cabo in den 1980er Jahren wurde ein weiterer Grundstein für die Steigerung des Tourismus gelegt.

## Die heutige Touristenhochburg

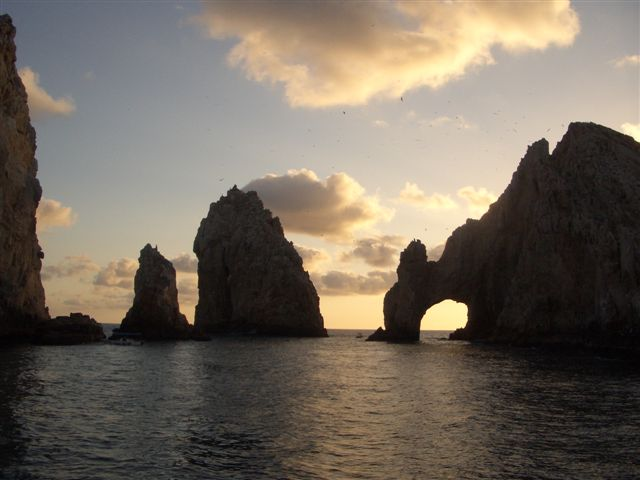
El arco de Cabo San Lucas

An keinem anderen von Mexikos führenden Badeorten findet man so viele traumhafte Strände unweit des Stadtzentrums. Hinzu kommt die außerordentlich vorteilhafte Lage der Stadt am Zusammenfluss des Pazifiks mit der Cortes-See, wodurch die Stadt Meeres- und Luftströmungen von beiden Seiten der Halbinsel erhält. Diese Kombination erzeugt angenehme Temperaturen, sowohl im Wasser als auch an Land. Denn auf diese Weise wird die Stadt zu keiner Jahreszeit vom kühlen Pazifik oder der warmen Cortes-See dominiert. Als Folge davon sind die Sommer nicht so heiß wie in La Paz und die Winter nicht so kühl wie in Todos Santos. Selten ist es heißer als 33 Grad oder kälter als 13 Grad. Zudem ist der Landkreis Los Cabos ausreichend vor den auf der Halbinsel vorherrschenden Nordwinden geschützt, was die Winter hier wärmer sein lässt als an jedem anderen Ort der Halbinsel. Auch ist San Lucas nur selten von Regen betroffen und hat etwa 360 Sonnentage im Jahr. Darüber hinaus verfügt San Lucas über eine Vielzahl erstklassiger Restaurants und komfortabler Hotels. Der Gitarrist und Sänger Sammy Hagar betreibt in dem Ort den Nachtclub Cabo Wabo Cantina. Die zahlreichen Annehmlichkeiten ziehen ein entsprechendes Publikum von diesseits und jenseits der Grenze zu den USA an und sind der Grund dafür, dass San Lucas sich mittlerweile zu einem begehrten Anziehungspunkt für gut betuchte Touristen und zu Mexikos viertgrößtem Badeort nach Cancún, Puerto Vallarta und Acapulco entwickelt hat. Dennoch sind die Kommunalpolitiker von Los Cabos bestrebt, das urtümliche Lebensgefühl einer Kleinstadt am Leben zu erhalten.

## Der weltweit höchstdotierte Hochseefischerwettbewerb
Neben diversen anderen Angler- und Hochseefischerwettbewerben wird in Cabo San Lucas alljährlich im Oktober das dreitägige Bisbee’s Black and Blue Marlin Jackpot Tournament ausgetragen. Mit einer Siegprämie von zuletzt mehr als 2,3 Millionen US-Dollar ist es der höchstdotierte Marlin-Hochseefischerwettbewerb weltweit. Gigantisch sind auch die gewaltigen Steigerungen der Preisgelder, denn bereits zu Beginn des neuen Jahrtausends war das Bisbees der höchstdotierte Wettbewerb seiner Art, obwohl die Siegprämie damals „nur“ bei etwas mehr als 850.000 US-Dollar lag.